# تلماسه: بخش دو
تلماسه: بخش دو (انگلیسی: Dune: Part Two) یک فیلم علمی تخیلی حماسی آمریکایی محصول ۲۰۲۴ به کارگردانی دنی ویلنوو است که فیلم‌نامه را مشترکاً با جان اسپیتز نوشت. این فیلم دنبالهٔ تلماسه (۲۰۲۱) و دومین فیلم از اقتباس دو بخشی از رمانی به همین نام چاپ سال ۱۹۶۵ اثر فرانک هربرت به‌شمار می‌رود. در این قسمت پل اتریدیز با مردم فرمنِ سیارهٔ بیابانی آراکیس متحد می‌شود تا علیه خاندان هارکونن به جنگ برود. بازیگران بازگشته از فیلم یکم عبارتند از تیموتی شالامی، ربکا فرگوسن، جاش برولین، استلان اسکاشگورد، دیو باتیستا، استیون مک‌کینلی هندرسون، زندایا، شارلوت رمپلینگ و خاویر باردم؛ از بازیگران جدید می‌توان به آستین باتلر، فلورنس پیو، کریستوفر واکن، لئا سیدو و آنیا تیلور-جوی اشاره کرد.
ساخت فیلم پس از اینکه لجندری پیکچرز حقوق پخش سینمایی و تلویزیونی تلماسه را در سال ۲۰۱۶ به دست آورد آغاز شد. ویلنوو در سال ۲۰۱۷ به عنوان کارگردان این فیلم قرارداد امضا کرد و قصد داشت اقتباسی دو بخشی از این رمان را بسازد. قراردادهای تولید تنها برای فیلم یکم منعقد شدند و چراغ سبز فیلم دوم به موفقیت فیلم نخست بستگی داشت. اگرچه وینلو نگران قطعیت دنباله پس از اکران همزمان سینمایی فیلمِ یکم و انتشار آن در اچ‌بی‌او مکس بود، برادران وارنر به او اطمینان داد که دنبالهٔ آن در صورت عملکرد موفقِ فیلم در اچ‌بی‌او مکس، به وقوع خواهد پیوست. پس از موفقیت تجاری و هنری قسمت یکم، برادران وارنر و لجندری انترتینمنت در اکتبر ۲۰۲۱ به فیلم دوم چراغ سبز نشان دادند. تصویربرداری اصلی در فاصلهٔ ژوئیه تا دسامبر ۲۰۲۲ در بوداپست، ایتالیا، اردن و ابوظبی انجام شد.
تلماسه: بخش دو برای اکران در نوامبر ۲۰۲۳ برنامه‌ریزی شده بود، اما به دلیل اختلافات کارگری هالیوود در سال ۲۰۲۳ به تعویق افتاد. این فیلم در ۱۵ فوریه ۲۰۲۴ در اودئون میدان لستر لندن اکران جهانی خود را داشت و در ۱ مارس در ایالات متحده اکران شد. این فیلم مورد تحسین منتقدان قرار گرفت و بیش از ۷۱۴ میلیون دلار در سراسر جهان فروخت و به هفتمین فیلم پرفروش سال ۲۰۲۴ تبدیل شد. تلماسه: بخش دو از سوی انستیتوی فیلم آمریکا به عنوان یکی از ۱۰ فیلم برتر سال ۲۰۲۴ انتخاب شد. این فیلم در نود و هفتمین دوره جوایز اسکار پنج نامزدی (از جمله بهترین فیلم) دریافت کرد و برنده جایزه اسکار بهترین صداگذاری و بهترین جلوه‌های تصویری شد. همچنین دو جایزه بفتا برای بهترین صداگذاری و بهترین جلوه‌های ویژه بصری را از آن خود کرد و در هشتاد و دومین مراسم گلدن گلوب دو نامزدی، از جمله بهترین فیلم – درام، به دست آورد. سومین فیلم این مجموعه، تلماسه: بخش سه، در سال ۲۰۲۶ منتشر خواهد شد.

## داستان
پس از تخریب خاندان آتریدس توسط هارکونن، پرنسس ایرولان، دختر امپراتور صدام چهارم، به‌طور مخفیانه گزارش می‌دهد که ممکن است پل اتریدیز هنوز زنده باشد. در آراکیس، سربازان فرمن استیلگار، از جمله پل و مادر باردارش، لیدی جسیکا، بر یک گشت‌زنی هارکونن غلبه می‌کنند. هنگامی که جسیکا و پل به جایگاه فرمن یعنی سیچ تبر می‌رسند، برخی از فرمن‌ها گمان می‌کنند که آنها جاسوس باشند، در حالی که استیلگار و دیگران نشانه‌هایی از پیش‌گویی باستانی را می‌بینند که مادر و پسری از «دنیای بیرونی» برای آراکیس رفاه به ارمغان خواهند آورد.
استیلگار به جسیکا می‌گوید که مادر بزرگوار سیچ تبر در حال مرگ است و جسیکا باید با نوشیدن آب زندگی جایگزین وی شود: سمی کشنده برای مردان و افراد آموزش ندیده. جسیکا زهر را تغییر می‌دهد، زنده مانده و در این فرایند خاطرات تمام نیاکان زن در اصل و نسب خود را به ارث می‌برد. این مایع پیش از موعد ذهن دختر متولد نشده‌اش، یعنی آلیا را بیدار می‌کند و به جسیکا اجازه می‌دهد با او ارتباط برقرار کند. آنها موافقت می‌کنند که بر متقاعد کردن فرمن‌های شمالی شکاک‌تر به پیشگویی نبوت تمرکز کنند. چانی و دوستش شیشکلی معتقدند که این پیشگویی برای دستکاری فرمن‌ها ابداع شده است. با این حال، پس از اینکه پل اعلام می‌کند که قصد دارد در کنار فرمن‌ها بجنگد نه اینکه بر آنها حکومت کند، او شروع به احترام‌گذاشتن به وی می‌کند.
پل و چانی عاشق یکدیگر می‌شوند و پل در فرهنگ فرمن غوطه‌ور می‌شود: او با یادگیری زبان آنها، تبدیل به یک مبارز فدایکین می‌شود، و با سوار شدن بر کرم شنی در حملات علیه عملیات اسپایس هارکونن شرکت می‌کند. پل نام‌های فرمن «اسول» و «مُعَدّیب» را برمی‌گزیند. به دلیل حملات ویرانگر به اسپایس، بارون ولادیمیر هارکونن، برادرزاده خود، گلوسو رابان، را به عنوان حاکم آراکیس با برادرزاده جوانتر قاتل و روان‌پریش خود، یعنی فیض-روثا جایگزین می‌کند. لیدی مارگو فنرینگ، یکی از اعضای بنی جزیرت، فرستاده می‌شود تا فیض-روثا را به عنوان یک «کویساتز هادراخ» آینده‌نگر ارزیابی کند و با اغوا کردن او، تبار ژنتیکی او را تضمین می‌کند.
جسیکا به جنوب سفر می‌کند تا با بنیادگرایان فرمن که به این پیشگویی اعتقاد دارند متحد شود. پل در شمال می‌ماند و می‌ترسد که اگر او به عنوان یک مسیحا به جنوب برود، رؤیاهای او از یک جنگ مقدس رخ خواهد داد. او دوباره با گورنی هالک متحد می‌شود، که او را به انبار اتمی پنهان خاندان اتریدز هدایت می‌کند. فیض-روثا به شمال فرمن—از جمله سیچ تبر—حمله می‌کند و پل و بازماندگان را مجبور می‌کند به جنوب سفر کنند. شیشکلی باقی می‌ماند و فیض-روثا او را می‌کشد. به محض ورود، پل با نوشیدن آب زندگی به کما می‌رود. این باعث عصبانیت چانی می‌شود، اما او توسط جسیکا مجبور می‌شود اشک‌های خود را با مایع مخلوط کند، که پل را بیدار می‌کند. پل اکنون دید روشن‌تری از گذشته، حال و آینده دارد. او خواهرش، آلیا را در سن بالغی روی یک آراکیس پر از آب می‌بیند و متوجه می‌شود که جسیکا در واقع دختر بارون است. او همچنین یک مسیر منحصر به فرد برای پیروزی در میان همه آینده‌های ممکن را کشف می‌کند.
رهبران فرمنی جنوب از پل می‌خواهند که استیلگار را به دوئل مرگ برای رهبری دعوت کند. او مخالفت می‌کند و با نشان دادن اینکه می‌تواند درونی‌ترین افکار آنها را بخواند، اصولگرایان را تحریک می‌کند. او خود را «لسان‌الغیب» اعلام می‌کند و برای صدام چالشی می‌فرستد که همراه با ایرولان، موهیم و سربازانش سرداوکار به آراکیس می‌رسد. در حال که صدام هارکونن‌ها را تنبیه می‌کند، فرمن‌ها با استفاده از بمب اتمی و کرم‌های شنی آفندی را برای غلبه بر نیروهای ساردوکار آغاز می‌کنند. پل بارون را می‌کشد و صدام و اطرافیانش را دستگیر می‌کند. گورنی، یک ربان در حال فرار را رهگیری کرده و می‌کشد.
پل صدام را برای تاج‌وتخت به چالش می‌کشد و با ناراحتی چانی، خواستار ازدواج با دخترش ایرولان می‌شود. صدام اعتراف می‌کند که در تخریب خاندان اتریدیز نقش داشته است. خاندان‌های بزرگ که قبلاً توسط بارون احضار شده بودند، به مدار می‌رسند. پل تهدید می‌کند که اگر آنها مداخله کنند با بمب اتمی تمام مزارع اسپایس را نابود خواهد کرد. صدام، فیض-روثا را به عنوان قهرمان خود انتخاب می‌کند، اما پل او را در یک دوئل با چاقو می‌کشد. پرنسس ایرولان تنها به شرط زنده‌ماندن پدرش با درخواست ازدواج پل موافقت می‌کند. صدام زانو می‌زند و حلقه مهر پل را می‌بوسد. پس از اینکه خاندان‌های بزرگ برتری پل را رد می‌کنند، او به فرمن‌ها دستور می‌دهد به ناوگان در حال چرخش حمله کنند. همان‌طور که استیلگار فرمن‌ها را به کشتی‌های اسیر شده سرداوکار هدایت می‌کند، جسیکا و آلیا در مورد آغاز جنگ مقدس فکر می‌کنند. چانی که احساس می‌کند به دلیل قصد پل برای ازدواج با ایرولان به او خیانت شده است، از تعظیم به او خودداری می‌کند و به تنهایی روی یک کرم شنی می‌رود.

## بازیگران
- تیموتی شالامی در نقش پل اتریدیز، دوک خاندان اتریدیز، که فرمن‌ها او را مُعَدّیب (Muad’Dib) می‌نامند.
- ربکا فرگوسن در نقش لیدی جسیکا، یک بنی جزیرت و مادر پاول و هم‌بالین لِتو، پدر فقید پاول
- جاش برولین در نقش گورنی هالک، استاد اسلحه‌خانه اتریدیز و مربی پاول
- استلان اسکاشگورد در نقش بارون ولادیمیر هارکونن، دشمن قسم‌خوردهٔ لِتو و مباشر سابق آراکیس
- دیو باتیستا در نقش گلوسو رابان، برادرزاده وحشی بارون هارکونن
- استیون مک‌کینلی هندرسون در نقش ثوفیر هاوات ، منتات وفادار به سلسهٔ اتریدیز[۶]
- زندایا در نقش چانی، یک زن جوان فرمنی و شخص مورد علاقهٔ پاول
- شارلوت رمپلینگ در نقش گایوس هلن موهیم، یک بنی جزیرت و مادر بزرگوار و حقیقت‌گوی امپراتور
- خاویر باردم در نقش استیلگار، رهبر سلسهٔ فرمن در سیچ تبر
- فلورنس پیو در نقش پرنسس ایرولان، دختر امپراتور
- آستین باتلر در نقش فیض-روثا، برادرزادهٔ کوچکتر بارون هارکونن و جانشین برنامه‌ریزی‌شده در آراکیس
- کریستوفر واکن در نقش صدام چهارم، امپراتور خاندان کورینو
- لئا سیدو در نقش لیدی مارگوت فنرینگ، یک بنی جزیرت و دوست نزدیک امپراتور
- سهیلا یعقوب در نقش شیشکلی، رزمندهٔ فرمن
- آنیا تیلور-جوی در نقش آلیا اتریدیز، خواهر پل که در رؤیاهایش ظاهر می‌شود
- جوزی مرلی

## تولید

### توسعه
دنی ویلنوو در مارس ۲۰۱۸ اعلام کرد که هدفش از اقتباس این رمان، ایجاد یک مجموعه‌فیلم دو قسمتی بوده است. ویلنوو در نهایت قراردادی را برای دو فیلم، به همان سبک اقتباسی دو قسمتی از رمان آن از سال‌های ۲۰۱۷ و ۲۰۱۹ اثر استیون کینگ، با برادران وارنر امضا کرد. او اظهار داشت که «با ساخت این اقتباس از کتاب در قالب تنها یک فیلم موافق» نیست زیرا تلماسه اثری «بیش از حد پیچیده» با «جزئیاتی بی‌شمار» است که یک فیلم به تنهایی نمی‌تواند آن را به تصویر بکشد. جو واکر در ژانویه ۲۰۱۹ به عنوان تدوینگر فیلم تأیید شد. سایر خدمه عبارتند از برد رایکر به عنوان مدیر هنری ناظر؛ پاتریس ورمت به عنوان طراح تولید؛ پل لمبرت به عنوان سرپرست جلوه‌های ویژه؛ گرد نفزر به عنوان ناظر جلوه‌های ویژه؛ و توماس استراترز به عنوان هماهنگ‌کننده بدل‌کاری. تلماسه: بخش دو توسط ویلنوو، ماری پارنت و کیل بویتر تهیه می‌شود و تانیا لاپونت، برایان هربرت، بایرون مریت، کیم هربرت، توماس تال، جان اسپیتز، ریچارد پی. روبین‌شتاین، جان هریسون و هربرت دبلیو. گین به عنوان تهیه‌کنندگان اجرایی و کوین جی اندرسون به عنوان مشاور خلاقیت در این فیلم حضور خواهند داشت. جاشوا گرود، مدیرعامل لجندری، در آوریل ۲۰۱۹ تأیید کرد که آن‌ها قصد دارند دنباله‌ای بسازند و افزود که «یک مکان منطقی برای توقف فیلم [اول] پیش از پایان کتاب وجود دارد».
ویلنوو در دسامبر ۲۰۲۰ اظهار داشت که با توجه به برنامهٔ برادران وارنر برای اکران فیلم در سینماها و همزمان در اچ‌بی‌او مکس، فیلم اول ممکن است از نظر مالی عملکرد ضعیفی داشته باشد، که می‌تواند منجر به لغو دنبالهٔ برنامه‌ریزی‌شده شود. در یک نمایش آی‌مکس از ده دقیقهٔ نخستِ اولین فیلم، لوگوی عنوان متن تلماسه: بخش یک را نشان می‌داد که به برنامه‌های دنباله اعتبار می‌بخشید. ویلنوو در اوت ۲۰۲۱ با اطمینان بیشتری در مورد شانس فیلمبرداری دنباله و هیجانش برای همکاری دوباره با تیموتی شالامی و زندایا صحبت کرد، در حالی که چانی قرار بود نقش بزرگتری را در دنباله داشته باشد. ویلنوو در جشنواره فیلم ونیز پیش از آغاز نخستین فیلم اظهار داشت که در حال برنامه‌ریزی یک سه‌گانه است که قسمت دوم آن بر پایهٔ نیمهٔ دوم رمان اول و فیلم سوم بر اساس مسیحای تلماسه ساخته خواهد شد. برادران وارنر به ویلنوو اطمینان دادند که تا زمانی که فیلم نخست عملکرد مطلوبی در اچ‌بی‌او مکس داشته‌باشد، دنبالهٔ آن چراغ سبز دریافت خواهد کرد. تنها چند روز پیش از اکران فیلم اول، آن سارنوف، مدیر عامل شرکت برادران وارنر گفت: «آیا دنباله‌ای برای تلماسه خواهیم داشت؟ اگر فیلم را تماشا کنید می‌بینید که چگونه ختم می‌شود. فکر می‌کنم شما تقریباً پاسخ آن را می‌دانید.»
لجندری در ۲۶ اکتبر ۲۰۲۱ به‌طور رسمی چراغ سبز تلماسه: قسمت دوم را داده و یک سخنگوی این شرکت اظهار داشت: «ما هرگز بدون دیدگاهِ خارق‌العادهٔ دَنی [ویلنوو] و عملکرد شگفت‌انگیزِ گروه با استعداد او، نویسندگان، گروهِ بازیگران، شرکایِ ما در برادران وارنر، و البته طرفداران!، به این نقطه نمی‌رسیدیم.» نکتهٔ کلیدی مذاکره پیش از سبزشدن قسمت دوم این بود که اطمینان حاصل شود که دنباله فیلم یک پنجرهٔ انحصاری سینمایی خواهد داشت و لجندری و برادران وارنر موافقت کردند که به فیلم یک پنجرهٔ ۴۵-روزه پیش از نمایش در رسانهٔ جاری داده شود. ویلنوو گفت که این انحصار سینمایی «شرط غیرقابل مذاکره» است و «تجربهٔ تئاتری در قلب زبان سینمایی من است». ویلنوو پس از چراغ سبز این فیلم گفت که دغدغهٔ اصلی او این است که فیلمبرداری را در اسرع وقت به پایان برساند و انتظار داشت که کار روی فیلم در سه‌ماههٔ پایانی سال ۲۰۲۲ آغاز شود. او با این حال گفت که تولید فیلم دوم از تمام کارهایی که پیشتر در فیلم اول ایجاد شده بود سود می‌برد و می‌تواند به تسریع تولید کمک کند.

### نویسندگی
اریک راث برای نوشتن فیلمنامه در آوریل ۲۰۱۷ استخدام شد، و بعداً تأیید شد که جان اسپیتز در کنار راث و ویلنوو فیلمنامه را می‌نویسد. در آوریل ۲۰۱۹ تأیید شد که دیوید جی. پیترسن، خالق زبان بازی تاج‌وتخت، زبان‌های این فیلم را توسعه می‌دهد. اسپیتز در نوامبر ۲۰۱۹ به عنوان مجری برنامه از سریال پیش‌درآمد تلویزیونی تلماسه: انجمن خواهران کنار رفت تا بر روی تلماسه: بخش دو تمرکز کند. گرگ فریزر در ژوئن ۲۰۲۰ گفت: «این فیلم به خودی خود یک داستان کاملاً شکل‌گرفته با مکان‌هایی برای رفتن است. این یک فیلم حماسی کاملاً مستقل است که وقتی مردم آن را ببینند از آن سود زیادی خواهند برد». اریک راث در فوریه ۲۰۲۱ اظهار داشت که یک پردازش کامل برای دنبالهٔ بالقوه را نوشته است. ویلنوو در اوت ۲۰۲۱ نیز تأیید کرد که نویسندگی روی بخش دوم آغاز شده است. او در مارس ۲۰۲۲ فاش کرد که کار روی بیشتر بخش‌های فیلمنامه به پایان رسیده است.

### انتخاب بازیگران
تیموتی شالامی، زندایا، ربکا فرگوسن، خاویر باردم، استلان اسکاشگورد و دیو باتیستا اعضای بازیگران فیلم اول تأیید شدند. در اوت ۲۰۲۱، ویلنوو همچنین اعلام کرد که نقش زندایا در نقش چانی در فیلم دوم بزرگتر خواهد بود و در کنار شالامی در نقش پاول آتریدس، در فیلم همبازی خواهد شد. هانس زیمر آهنگساز و گرگ فریزر فیلمبردار این فیلم باقی خواهند ماند. جو واکر باری دیگر تدوین را انجام می‌دهد.
در مارس ۲۰۲۲، گزارش شد که فلورنس پیو و آستین باتلر به ترتیب در حال مذاکره برای بازی در این فیلم در نقش‌های پرنسس ایرولان و فیض-روثا، وارث هارکونن بودند. کریستوفر واکن در ماه مه در نقش صدام چهارم به بازیگران پیوست. در ژوئن، لئا سیدو برای پیوستن به بازیگران در نقش لیدی مارگوت وارد مذاکره شد. سهیلا یعقوب در ماه ژوئیه در نقش شیشَکلی به بازیگران پیوست.

### فیلم‌برداری
پیش‌تصویربرداری به مدت دو روز از ۴ ژوئیه ۲۰۲۲ در مقبره بریون در التیوال، ایتالیا انجام شد. قرار بود تصویربرداری اصلی در ۲۱ ژوئیه در بوداپست، مجارستان آغاز شود اما پیشتر از وقت مقرر در ۱۸ ژوئیه آغاز شد.

### موسیقی
هانس زیمر که موسیقی فیلم نخست را ساخته‌بود، برای آهنگ‌سازی موسیقی فیلم دوم بازگشت. زیمر قبل از معرفی فیلم بیش از ۹۰ دقیقه موسیقی ساخته بود تا به ویلنوو در هنگام نوشتن کمک کند. دو تک‌آهنگ در ۱۵ فوریه ۲۰۲۴ توسط واترتاور موزیک با نام‌های «A Time of Quiet Between the Storms» و «Harvester Attack» منتشر شدند. آلبوم کامل موسیقی متن در ۲۳ فوریه منتشر شد.

## انتشار
در ۷ فوریه ۲۰۲۴ یک رویداد فرش قرمز در مکزیکو سیتی برگزار شد. نخستین نمایش جهانی تلماسه: بخش دو در ۱۵ فوریه در میدان لستر لندن برگزار شد.
این فیلم در ۱ مارس ۲۰۲۴ در ایالات متحده اکران شد. تاریخ اکران این فیلم ابتدا ۲۰ اکتبر ۲۰۲۳ اعلام شده بود، سپس ۱۷ نوامبر ۲۰۲۳، اما برای تطبیق با تغییرات در زمان‌بندی انتشار استودیوهای دیگر به تاریخ انتشار ۳ نوامبر ۲۰۲۳ تغییر یافت.

## بازخورد

### گیشه
تلماسه: بخش دو ۲۸۲٫۷ میلیون دلار در ایالات متحده و کانادا و نیز ۴۳۲ میلیون دلار در سایر کشورها فروش داشته است که فروش جهانی آن در کل به ۷۱۴٫۷ میلیون دلار رسیده است. هالیوود ریپورتر تخمین زده بود که هزینه و درآمد این فیلم پس از فروش حدود ۵۰۰ میلیون دلار برابر خواهد شد و سود و زیانی ایجاد نخواهد کرد.

#### داخلی
در ایالات متحده و کانادا، فروش بلیت فیلم از فروش بلیت اوپنهایمر پیشی گرفت و پیش‌بینی می‌شد در آخر هفتهٔ افتتاحیه‌اش از ۴٬۰۵۰ سالن سینما ۶۵ تا ۸۰ میلیون دلار بفروشد. همچنین انتظار می‌رفت که از ۷۱ بازار بین‌المللی ۸۵ تا ۹۰ میلیون دلار به دست بیاورد و فروش جهانی با رقم ۱۷۰ میلیون دلار آغاز شود. این فیلم در روز نخست اکران ۳۲٫۲ میلیون دلار، شامل ۱۲ میلیون دلار از پیش‌نمایش ۲۵ و ۲۹ فوریه، فروش کرد. نمایش آی‌مکس ۴٫۵ میلیون دلار (۳۸٪) از مجموع اولیه را تشکیل می‌دهد. این فیلم با فروشی ۸۲٫۵ میلیون دلاری آغاز به کار کرد، که دو برابر فروش ۴۱ میلیون دلاری آخر هفتهٔ افتتاحیهٔ فیلم نخست بود. نمایش آی‌مکس ۱۸٫۵ میلیون دلار (۲۳٪) از کل را تشکیل می‌دهد که یک رکورد برای انتشار در ماه مارس است. به گفته جف گلدشتاین، رئیس توزیع داخلی در برادران وارنر، این رقم «بسیار بالاتر از آن چیزی بود که هر یک از می‌توانستیم پیش‌بینی کنیم». در آخر هفتهٔ دوم، این فیلم ۴۶ میلیون دلار (۴۴ درصد کاهش) به دست آورد و پس از پاندای کونگ‌فوکار ۴ که تازه اکران شده بود، در جایگاه دوم قرار گرفت. همچنین تنها در هفت روز از کل درآمد داخلی فیلم نخست (۱۰۸ میلیون دلار) فراتر رفت. این فیلم در سومین آخر هفتهٔ خود ۲۸٫۵ میلیون دلار و در چهارمین آخر هفتهٔ خود ۱۷٫۶ میلیون دلار فروش کرد که هر دو بار در رتبه دوم باقی ماند. این فیلم همچنین از وانکا پیشی گرفت و به پردرآمدترین فیلم شالامی تبدیل شد.

#### دیگر کشورها
بیرون از ایالات متحده و کانادا، تلماسه: بخش دو ۱۰۰٫۰۲ میلیون دلار در آخر هفتهٔ افتتاحیه خود از ۷۱ بازار فروش داشت. در آخر هفتهٔ دوم، این فیلم ۸۱ میلیون دلار از ۷۲ بازار بین‌المللی، از جمله افتتاحیه ۲۰ میلیون دلاری در چین، دریافت کرد. این فیلم به‌ترتیب در سومین و چهارمین آخر هفتهٔ خود ۵۱٫۲ میلیون دلار و ۳۰٫۷ میلیون دلار فروش کرد. تا ۱۴ آوریل ۲۰۲۴، بالاترین بازارهای فروش بریتانیا (۴۸٫۱ میلیون دلار)، چین (۴۸٫۱ میلیون دلار)، فرانسه (۴۱٫۸ میلیون دلار)، آلمان (۳۸٫۷ میلیون دلار) و استرالیا (۲۲ میلیون دلار) بودند.

### واکنش انتقادی
این فیلم «بازخوردهای تحسین‌آمیز گستردهٔ منتقدان را دریافت کرد»، و به دلیل جلوه‌های بصری و بازی بازیگران مورد تحسین قرار گرفت. برخی از نقدها آن را یکی از بهترین فیلم‌های علمی تخیلی تمام دوران معرفی کرده‌اند. در وبگاه جمع‌آوری نقد راتن تومیتوز، ٪۹۲ از ۴۵۶ بررسی منتقدان مثبت است، و میانگینِ امتیاز آن ۸٫۴/۱۰ است. اجماع این وبگاه چنین می‌نویسد: «تلماسه: بخش دو که از دید بصری هیجان‌انگیز و از دید روایی حماسی است، اقتباس دنی ویلنوو از این مجموعهٔ علمی تخیلی محبوب را در فرمی تماشایی ادامه می‌دهد.» این فیلم در متاکریتیک که از میانگین وزنی استفاده می‌کند، بر اساس نظر ۶۲ منتقدین امتیاز ۷۹ از ۱۰۰ را کسب کرده که نشان‌گر «نقدهای عموماً مطلوب» است. تماشاگرانی که توسط سینماسکور مورد بررسی قرار گرفتند به فیلم نمره متوسط «A» در مقیاس A+ تا F دادند، در حالی که آنهایی که در نظرسنجی پست‌ترک شرکت کردند ۹۴ درصد نمره کلی مثبت به آن دادند و ۸۰ درصد گفتند که قطعاً آن را توصیه می‌کنند.

## آینده
ویلنوو برای ساخت سومین فیلم بر اساس مسیحای تلماسه، دومین رمان این مجموعه ابراز علاقه کرد و افزود که احتمال ساخت این فیلم به موفقیت تلماسه: بخش دوم بستگی دارد. تلماسه: بخش سه در سال ۲۰۲۶ اکران خواهد شد.
اسپیتز همچنین در مارس ۲۰۲۲ تکرار کرد که ویلنوو برنامه‌هایی برای ساخت فیلم سوم و همچنین یک مجموعهٔ تلویزیونی اسپین‌آف دارد. این مجموعه، تلماسه: پیشگویی، در سال ۲۰۲۴ پخش شد.